# Freescale ColdFire

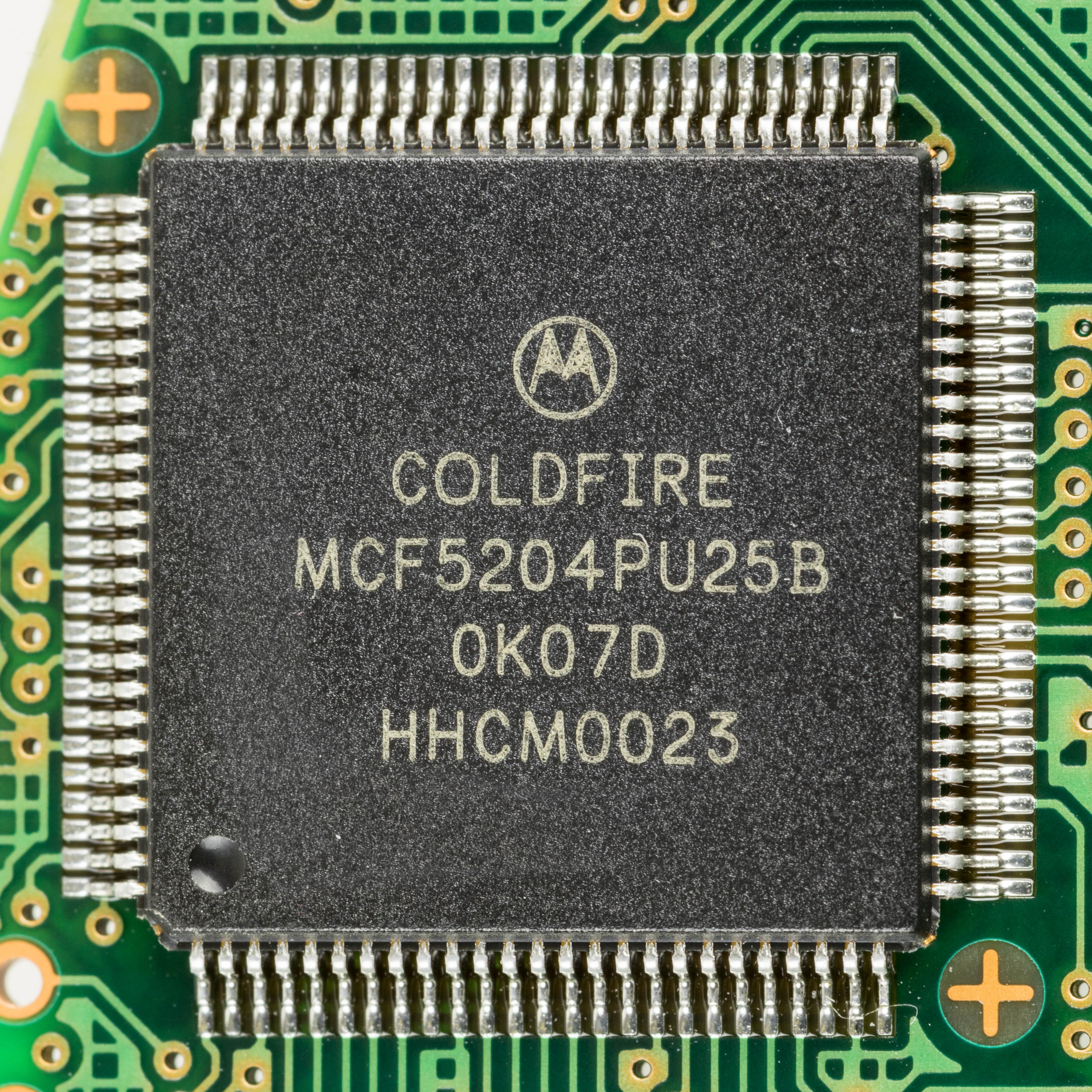
Coldfire 5204

A Freescale ColdFire egy a Motorola 68000 processzorcsaládból származó architektúra, amelyet a Freescale Semiconductor gyárt beágyazott rendszerekben történő alkalmazások céljaira.

## Utasításkészlet
A ColdFire utasításkészlet assembly forrás szintjén kompatibilis, de nem teljesen tárgykód-kompatibilis a Motorola 68000-es processzorral. Az assembly forrás kompatibilitása azt jelenti, hogy a portolni kívánt forráskódhoz megfelelő fordítót biztosít a gyártó. A klasszikus 68k hardverrel összehasonlítva, az új utasításkészlet főleg abban tér el az elődjétől, hogy nem támogatja többé a BCD adatformátumot; kihagytak belőle néhány keveset használt utasítást; és a legtöbb megmaradt utasításban kevesebb címzési mód használható. Emellett a lebegőpontos átmeneti értékek 64 bitesek, nem pedig 80 bit hosszúak, mint a 68881 és 68882 matematikai koprocesszorokban. Az utasítások hossza csak 16, 32 vagy 48 bit lehet, amely egy további egyszerűsítés a 68000-es sorozathoz képest.

## Modellek
2006-ban egy Debian projekt indult, amely az m68k kódra fordított rendszer portolását tűzte ki a ColdFire processzorokra, mivel a ColdFire modellek lényegesen gyorsabbak, mint a 68060: ezek órajele gyárilag (túlhajtás nélkül) is elérheti a 300 MHz-et is, szemben pl. a 68060-as (a leggyorsabb „igazi” m68k processzor) maximális 75 MHz-es órajelével. A Stallion Technologies ePipe és a Secure Computing SnapGear biztonságtechnikai alkalmazásai szintén ColdFire processzorokra támaszkodnak. Léteznek ColdFire processzoros Linux-alapú egykártyás számítógépek (SBC-k) Ethernet hálózattal és CompactFlash tárolóval, akár 23×55 mm vagy 45×45 mm méretben is, vagy magán a CompactFlash kártyán is (37×43 mm).
A Freescale a ColdFire processzorok öt generációját kínálja:
- v1: A 8 bites mikrovezérlőkről történő migráció támogatását szolgálja, processzorai a v2 sorozat csökkentett képességű verziói. 2006-ban bocsátották ki, 12 évvel az eredeti ColdFire után. Úgy tervezték, hogy könnyen fel tudja váltani a 8 bites Freescale 68HC08 mikrovezérlőket és képes legyen versengeni az olcsó ARM csipekkel.
- v2: Az 1994-ben megjelentetett eredeti ColdFire mag. Egykibocsátású futószalagja van, nincs benne MMU, sem FPU. Vannak szorzó-akkumuláló (multiply–accumulate, MAC) utasításvégző és javított MAC egységgel ellátott változatai is.
- v3: Opcionális MAC egységgel bővített változat.
- v4: Korlátozott szuperskalár mag.
- v4e (máshol eV4): a v4 javított változata, 2000-ben jelent meg. Opcionális MMU, FPU és javított MAC egység tartozik ebbe az architektúrába.
- v5: Teljesen szuperskalár mag.

Létezik még a 2007-ben megjelent Fido 1100 elnevezésű mikrovezérlő, amely a kiszámítható / megjósolható viselkedésű beágyazott vezérlőrendszereket célozza meg, amilyenek pl. a 68k/CPU32 utasításkészletű ipari Ethernetes rendszerek. A Fido azonban egyedi architektúrával rendelkezik, és csak a 68k utasításkészletén osztozik.
2006 novemberében a Freescale bejelentette, hogy a ColdFire mikroprocesszor magokat félvezető IP (Intellectual Property) formájában rendelkezésre bocsátja licenc- és támogató partnerének, az IPextreme Inc. cégnek. A ColdFire v1 mag mára szabad licenc alatt elérhető az Altera Cyclone-III FPGA platformra.
2007 szeptemberében a Freescale elindította a 32 bites Flexis mikrovezérlő családot, amelynek magja szintén a ColdFire CPU.
2010 júniusában a Freescale bejelentette a ColdFire+ termékvonalat, amely ColdFire V1 magot alkalmaz és 90 nm-es TFS technológiával készül.
A ColdFire architektúra jövője bizonytalan, tekintve, hogy a Freescale újabban az ARM alapú magokra fókuszált ebben a piaci szegmensben.

## Fordítás
Ez a szócikk részben vagy egészben  a   Freescale ColdFire című angol Wikipédia-szócikk ezen változatának fordításán alapul.  Az eredeti cikk szerkesztőit annak laptörténete sorolja fel. Ez a jelzés csupán a megfogalmazás eredetét és a szerzői jogokat jelzi, nem szolgál a cikkben szereplő információk forrásmegjelöléseként.